# 賀茂神社 (桐生市)

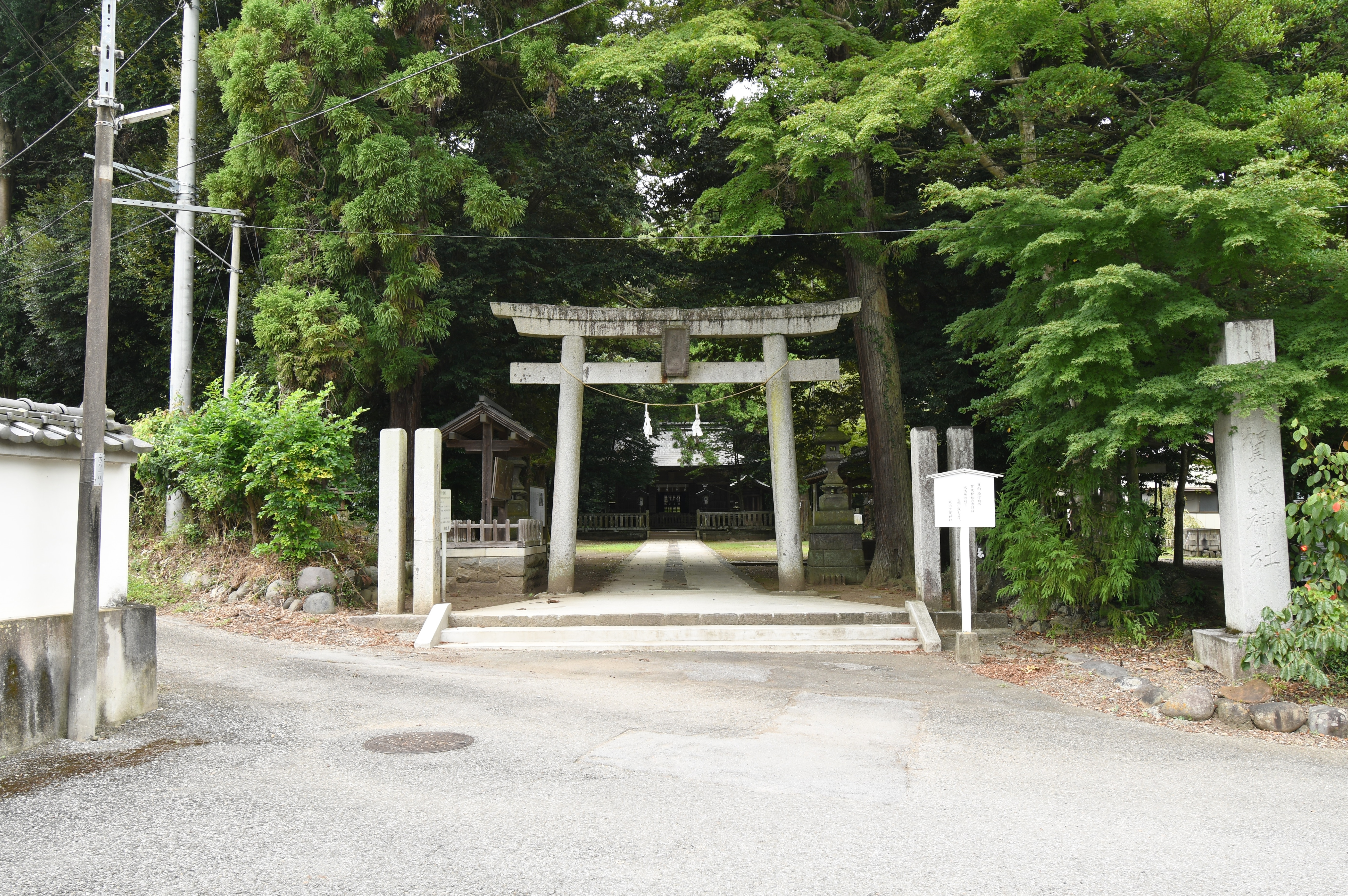
鳥居

賀茂神社（かもじんじゃ）は、群馬県桐生市広沢町にある神社。式内社で、旧社格は郷社。

## 祭神
- 賀茂別雷神

## 歴史
崇神天皇の代に、豊城入彦命が山城国の賀茂神を勧請したと伝わる。
延暦15年（796年）に美和神社とともに官社に列した（『日本後紀』）。
元慶4年（880年）美和神社、甲波宿禰社、小祝社とともに正五位下勲十二等（『三代実録』）。
延喜式神名帳では山田郡小社賀茂神社として挙げられている。
上野国神名帳では「従一位　加茂大明神」として見える。
源義家が後三年の役に出征するに際し当社に祈願し、凱旋の時神楽を奏したとの伝承がある。
隣接する法楽寺はもとは当社の別当寺であり、同寺に伝わる木彫懸仏（桐生市指定重要文化財）は室町時代に作られた当社の御正体であると考えられている。
明治5年（1972年）10月郷社に列せられた。
太平洋戦争末期には空襲の激化に対応して、神体と参拝者の待避所とするため神社裏に横穴を掘り、昭和20年（1945年）5月24日に神体と神宝を奉遷した。

## 伝説
アオダイショウの尾の切れたものが当社の神使であるとされ、殺傷すると祟りがあるという。
当社の神は白馬を嫌うとされ、氏子は白馬を飼うことがない。他村の者が社前を白馬を牽いて通るだけで咎があったという。
当社の氏子は鍛冶屋と桶屋を忌むといい、その音を神が嫌うことが理由であるとされる。
当社の氏子は陸稲を作っても実らないとも変事があるともされ、陸稲を作ることがないとされる。

## 境内

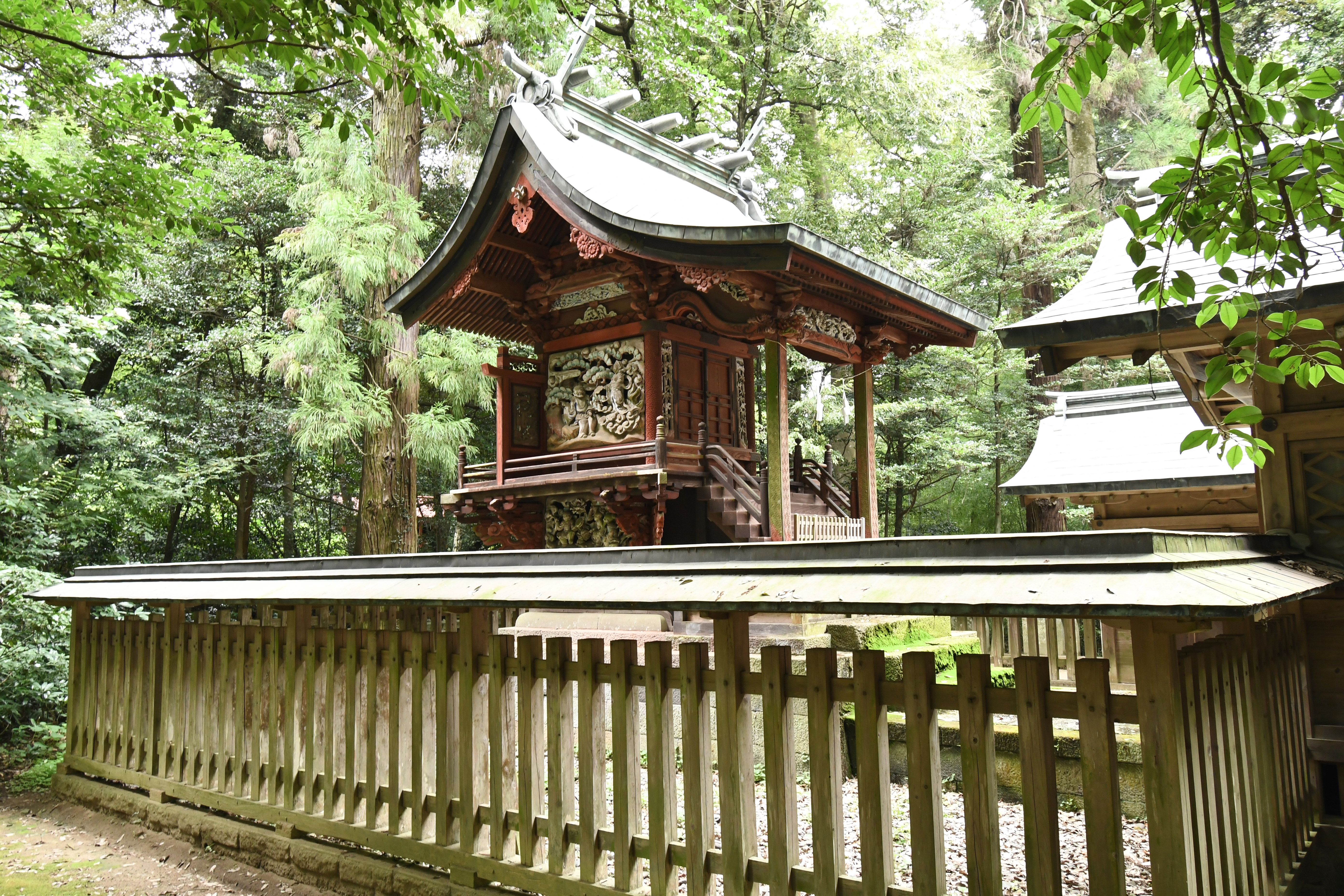
本殿
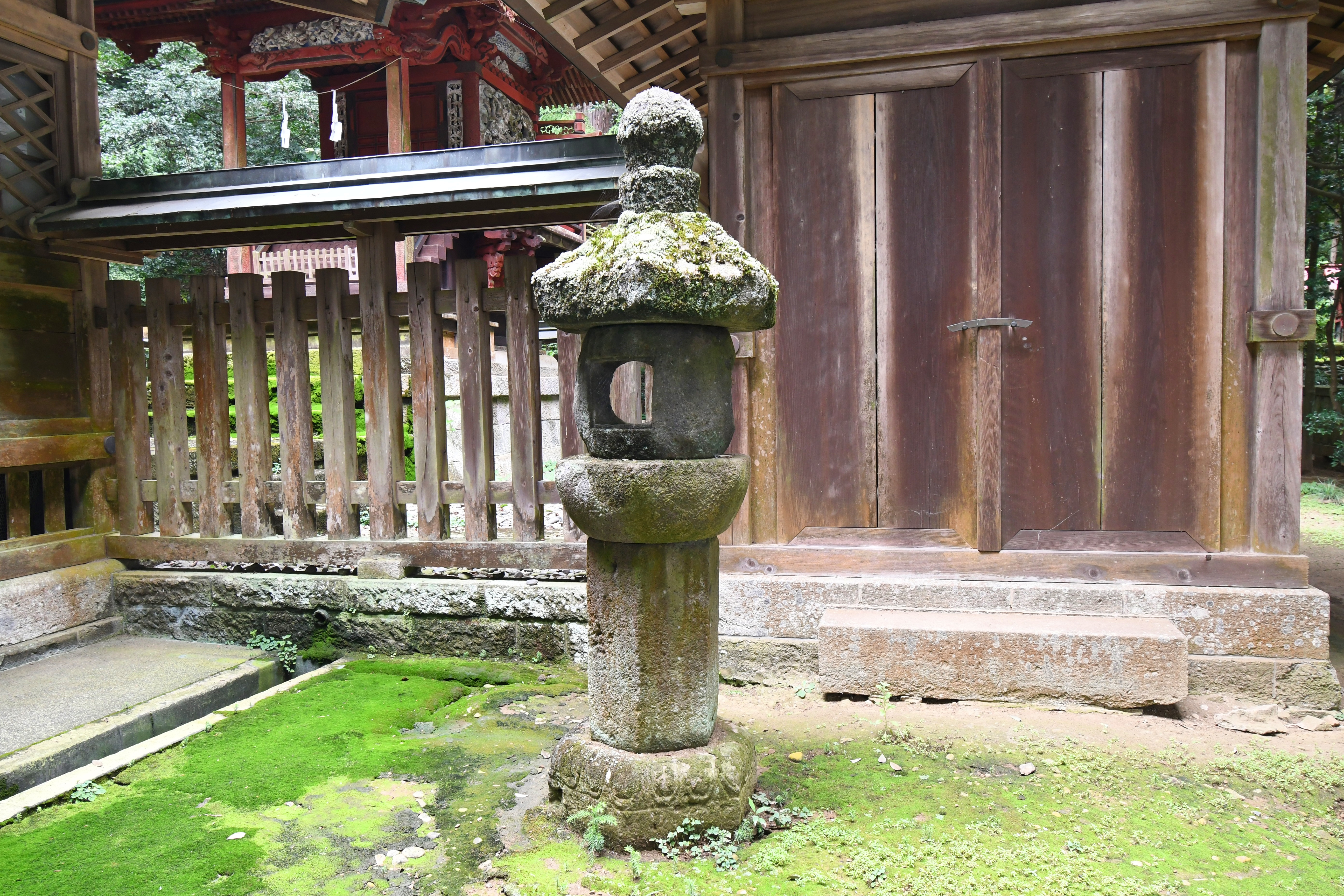
石灯籠（桐生市指定文化財）
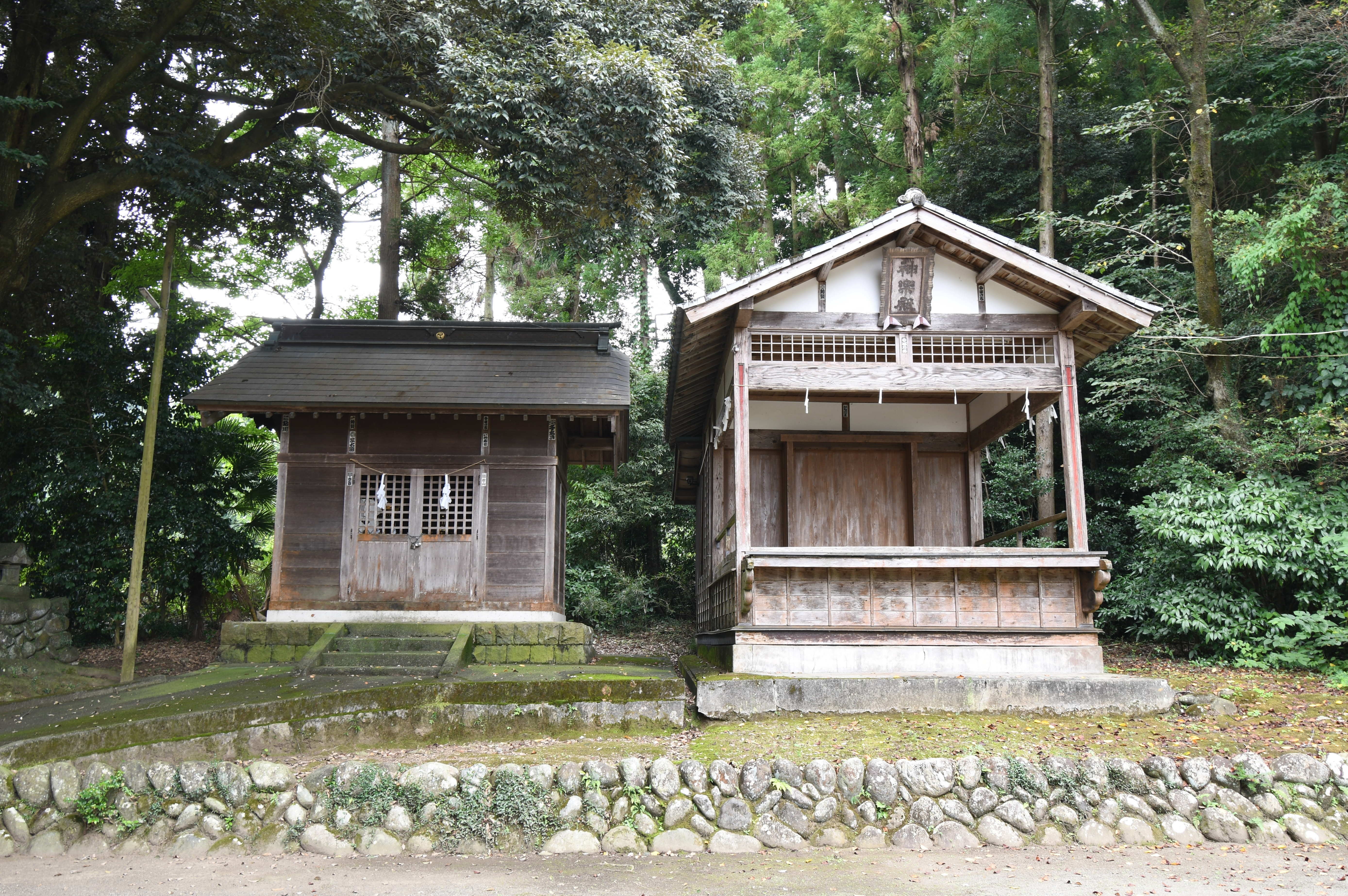
神輿舎・神楽殿
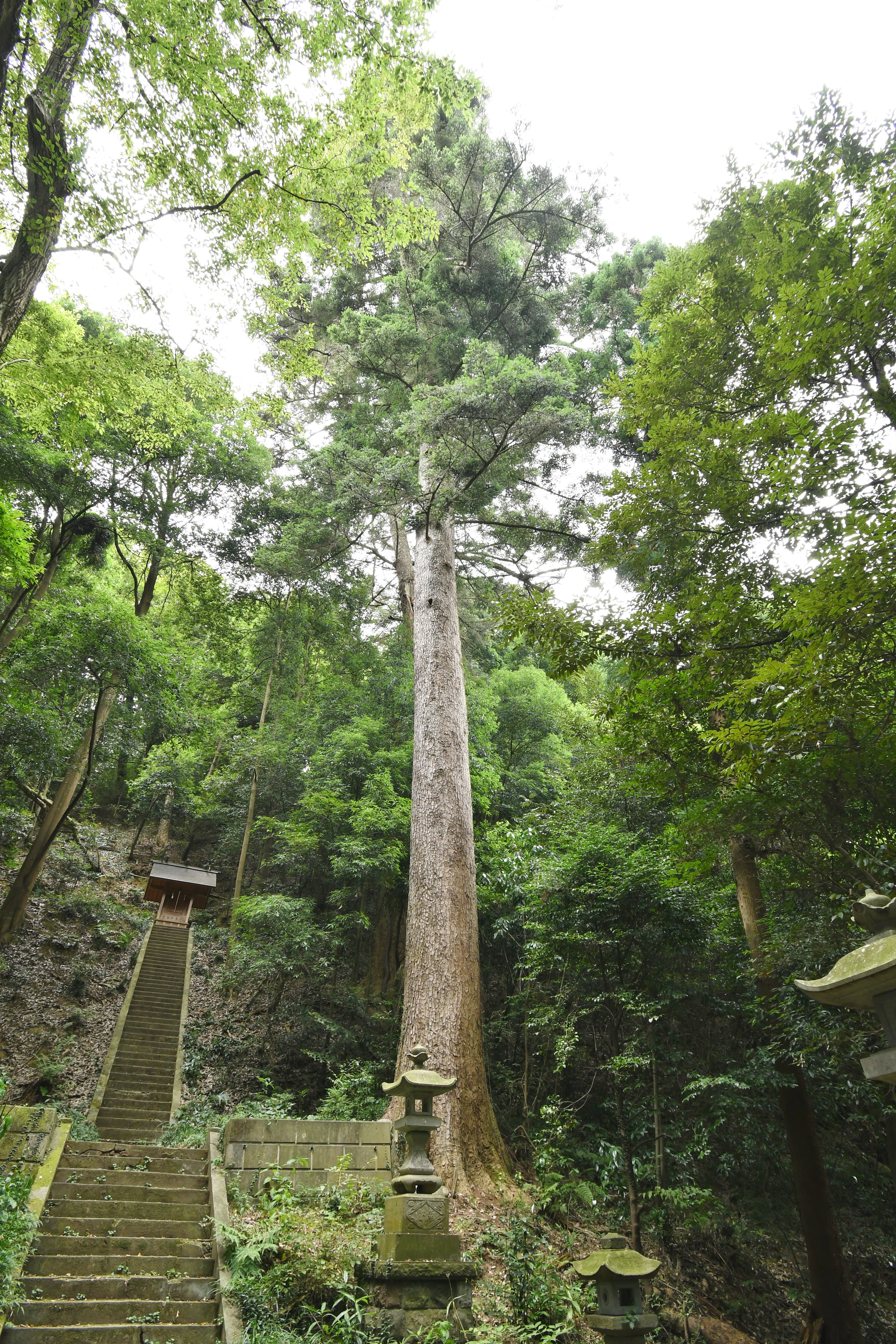
モミ（群馬県指定天然記念物）

## 摂末社
- 下賀茂神社
- 香取神社
- 鹿島神社
- 八坂神社
- 豊機社

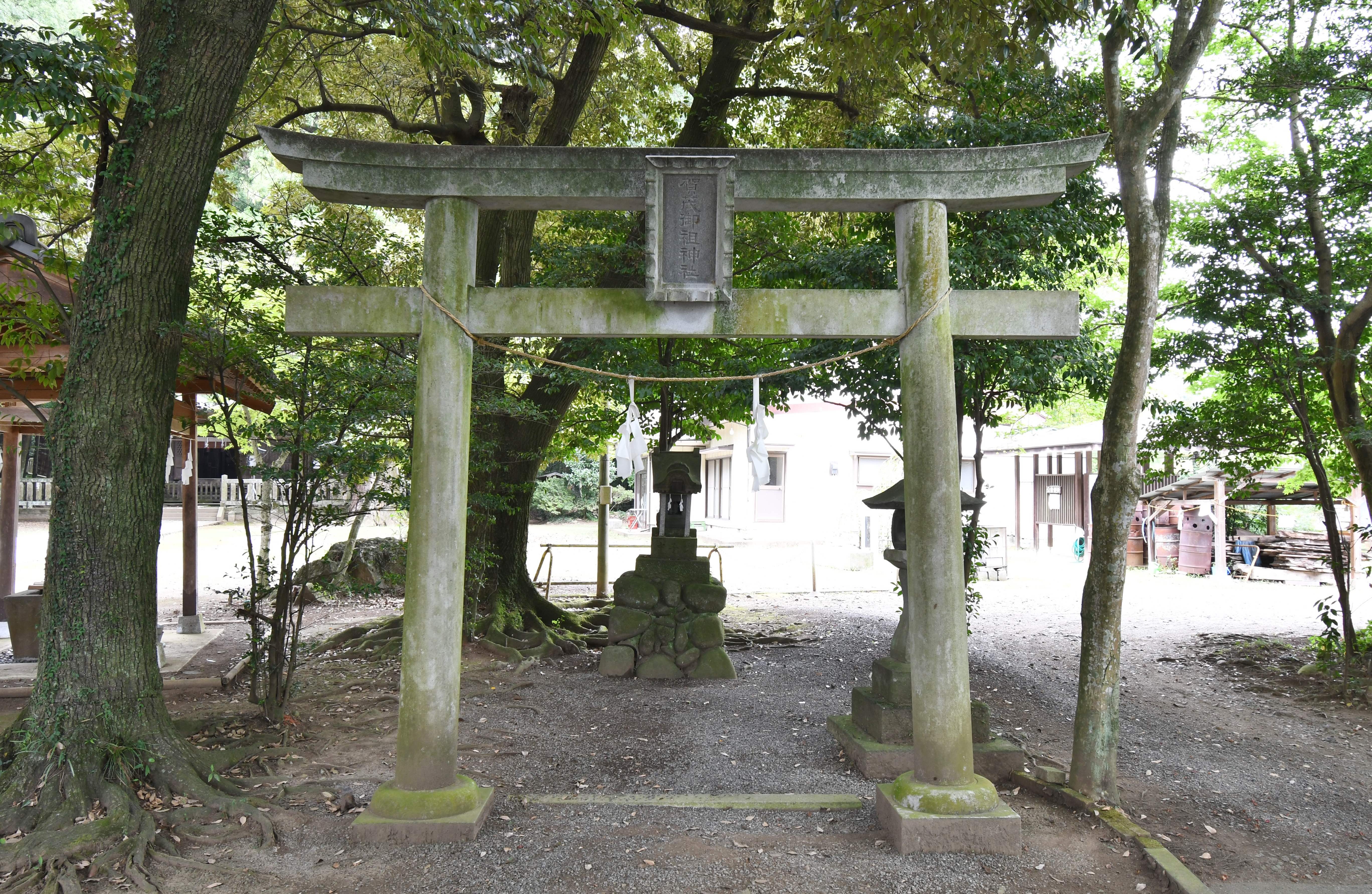
賀茂御祖神社
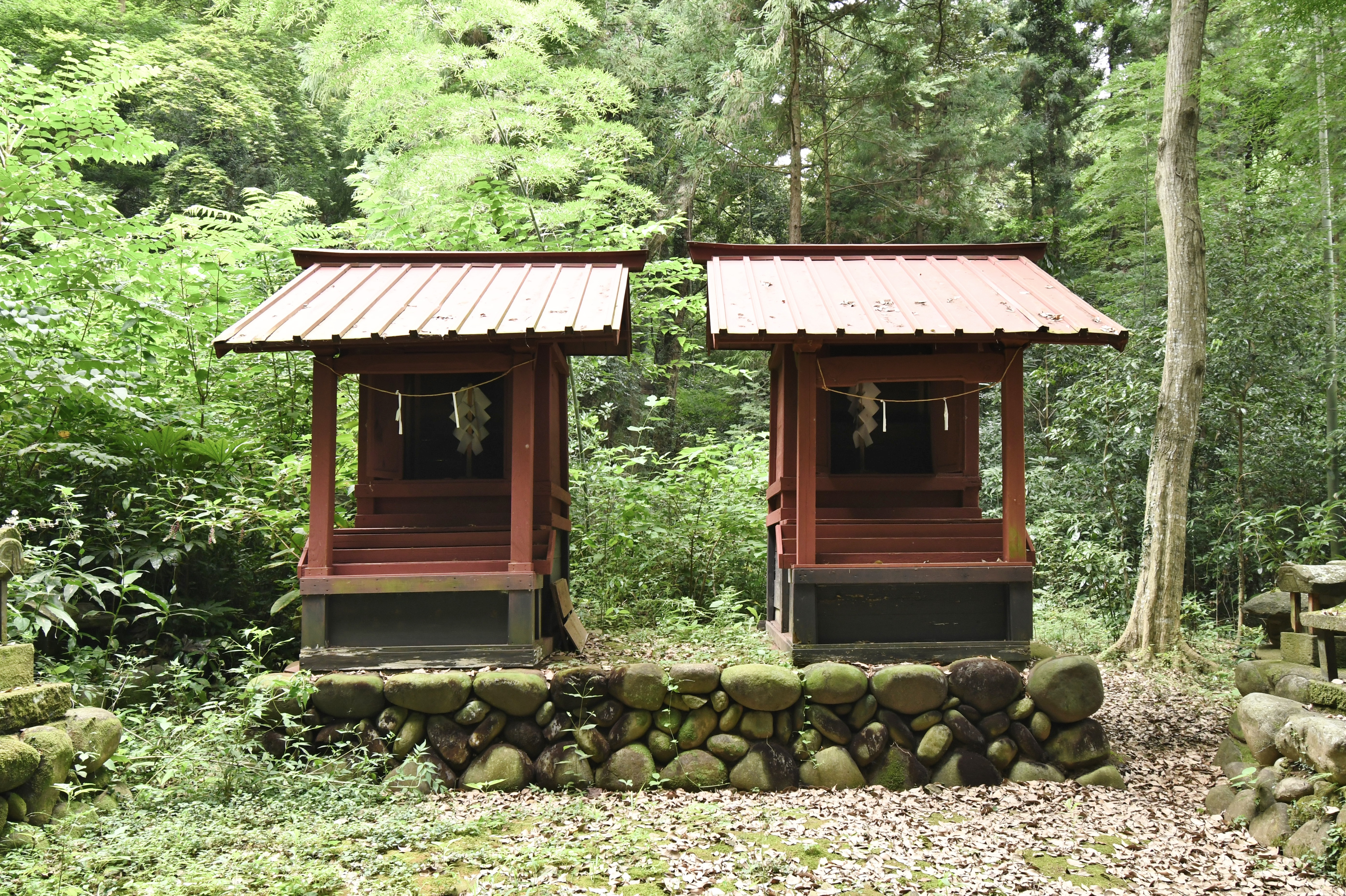
香取神社・鹿島神社
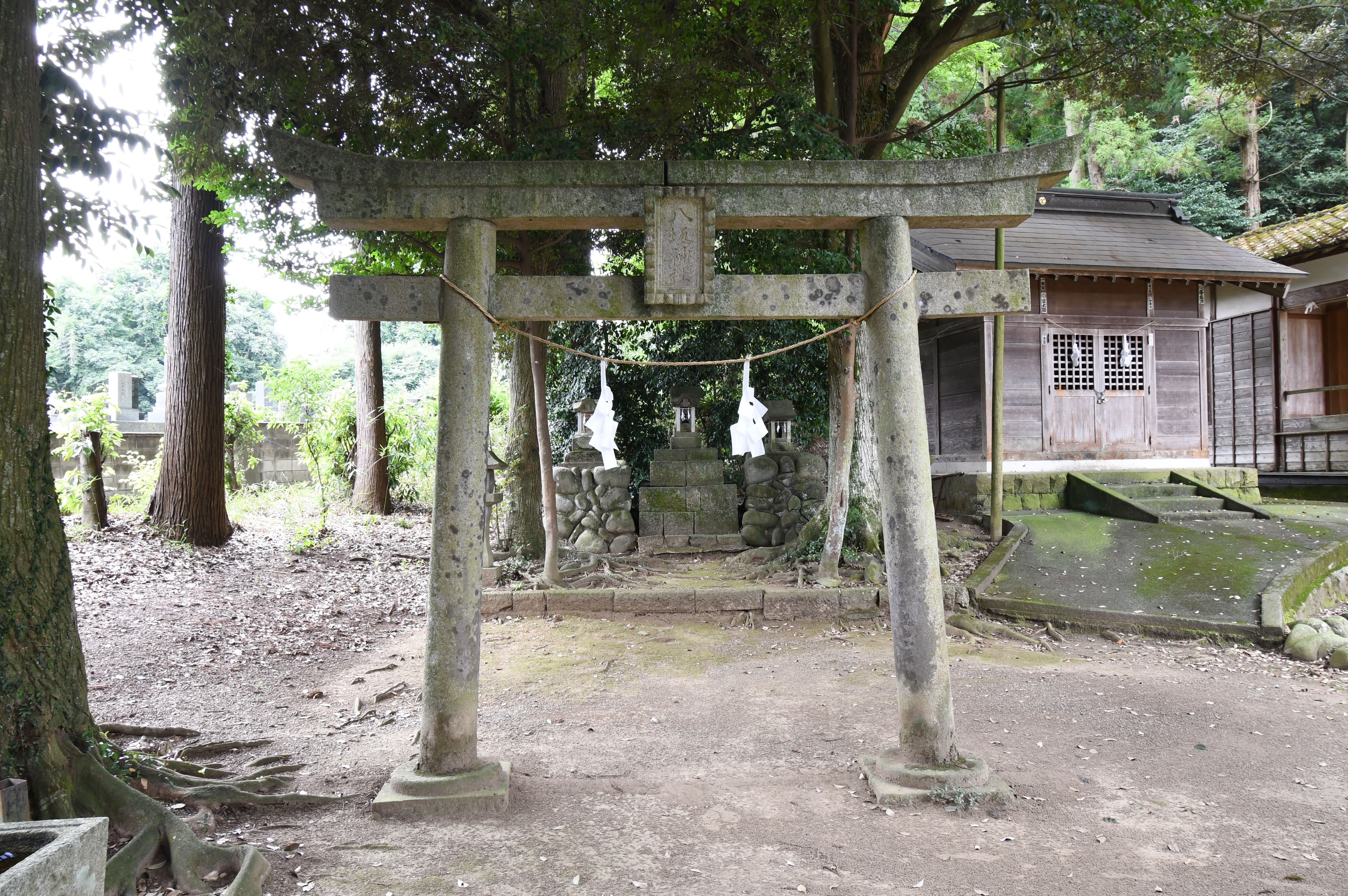
八坂神社
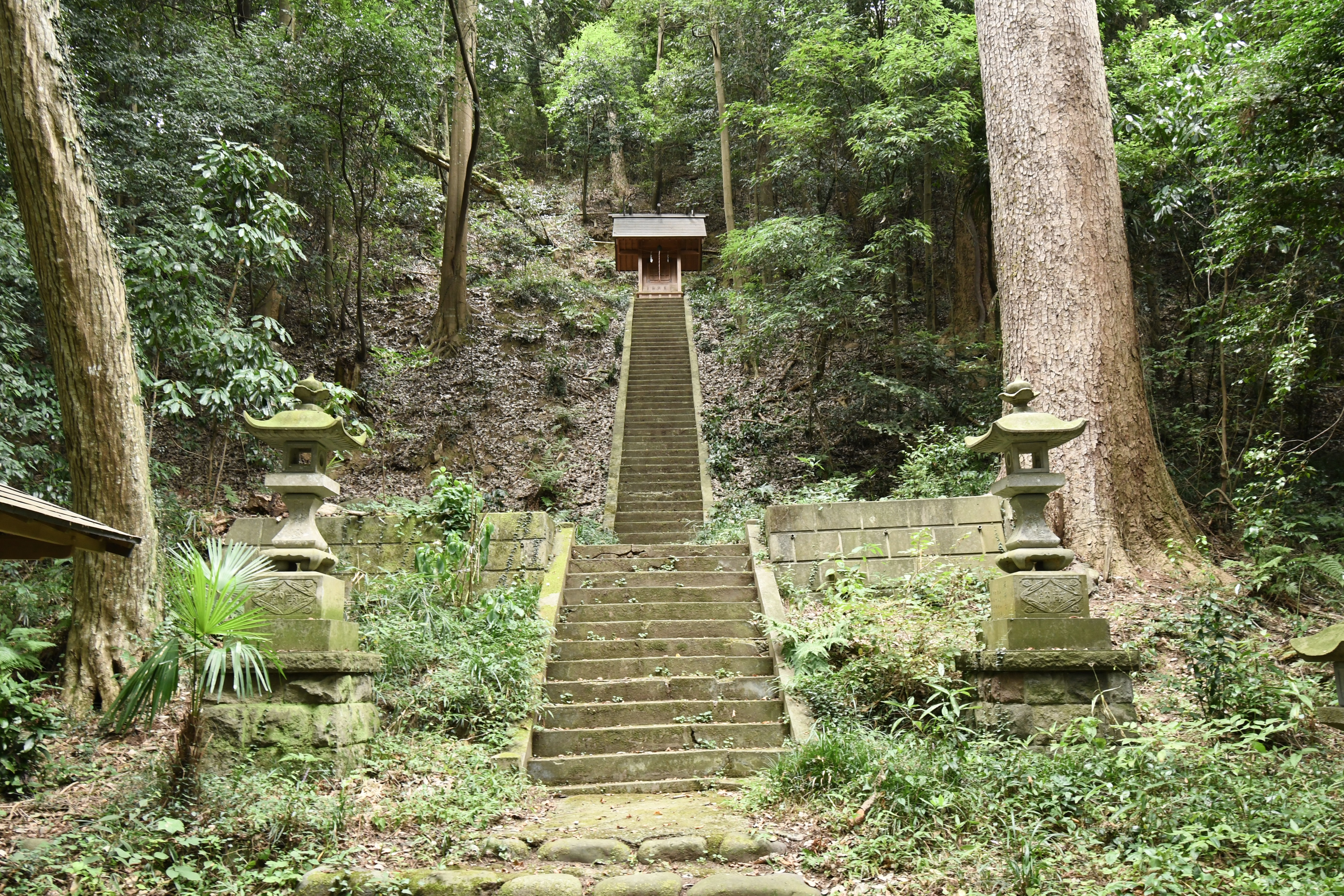
豊機社

## 文化財

### 群馬県指定文化財
- 天然記念物
  - 賀茂神社のモミ群 - 2008年（平成20年）3月27日指定[10]。

### 桐生市指定文化財
- 重要文化財（有形文化財）
  - 賀茂神社の石灯籠 - 南北朝時代、永和4年（1378年）の作。1996年（平成8年）3月14日指定[11]。
- 無形民俗文化財
  - 賀茂神社太々神楽 - 1974年（昭和49年）1月21日指定[12]。
  - 賀茂神社御篝神事 - 1991年（平成3年）4月11日指定[13]。節分の夜に行われる。境内に注連縄を張って御篝火場を作り、その中に浄薪を積み上げ火をつける。氏子は火のついた浄薪を持って二手に分かれ、声を挙げて神火を投げ合うことを3度繰り返す[14]。

## 周辺
- 彦部家住宅
- 桐生自動車博物館
- 桐生バイパス（国道50号・国道122号）